# NGC 1948
NGC 1948 је расејано звездано јато у сазвежђу Златна риба које се налази на NGC листи објеката дубоког неба.
Деклинација објекта је - 66° 16' 1" а ректасцензија 5h 25m 46,3s. Привидна величина (магнитуда) објекта NGC 1948 износи 11,6 а фотографска магнитуда 11,8. NGC 1948 је још познат и под ознакама ESO 85-SC85.